# Hieracium odontophyllum
Hieracium odontophyllum là một loài thực vật có hoa trong họ Cúc. Loài này được Freyn & Sint. ex Freyn mô tả khoa học đầu tiên năm 1892.